# Família Borghese

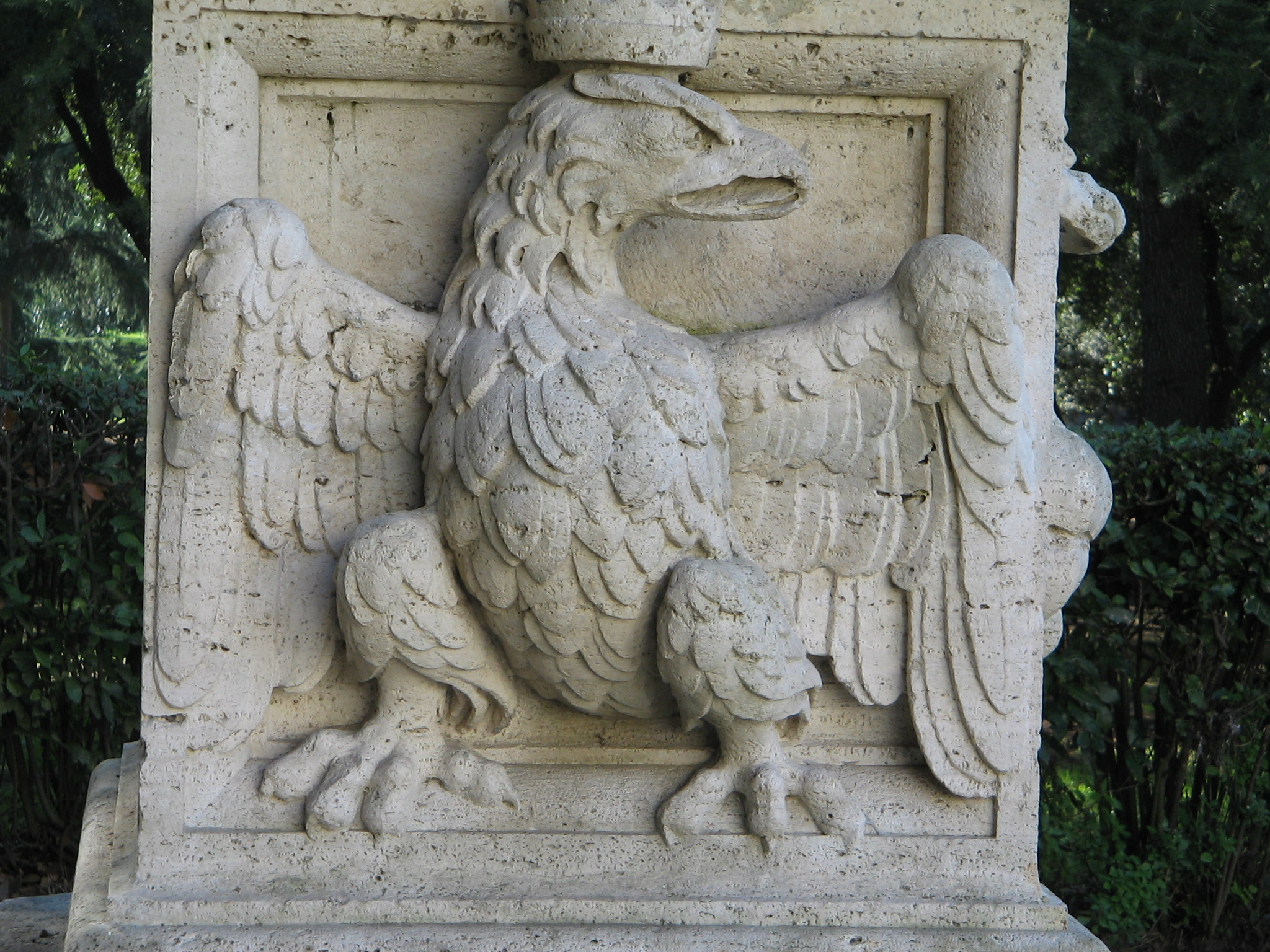
Escudo da Família Borghese.

Os Borghese são uma família nobre italiana originária de Siena, que teve durante muitos séculos uma grande importância na história política e religiosa de Itália.

## História dos Borghese (ou Borghesi) de Siena
O fundador da dinastia foi um mercador sienense de lã que viveu no século XIII, Tiezzo da Monticiano, cujo neto Borghese deu depois nome à dinastia. Entre outros importantes membros, além do Papa Paulo V e diversos cardeais, destacam-se:
- Agostino (1390-1462), valoroso combatente nas guerras entre Siena e Florença, nomeado conde palatino pelo Papa Pio II e conde do Sacro Império Romano-Germânico pelo imperador Segismundo do Luxemburgo.
- Niccolò (1432-1500), literato, filósofo e importante político da República de Siena pertencente ao Monte dei Nove.
- Pietro (1469-1527), nomeado senador de Roma pelo Papa Leão X, assassinado nas lutas dos Cofani.
- Marcantonio I (1504-1574), político e advogado ao serviço papal.

## Os Borghese de Roma

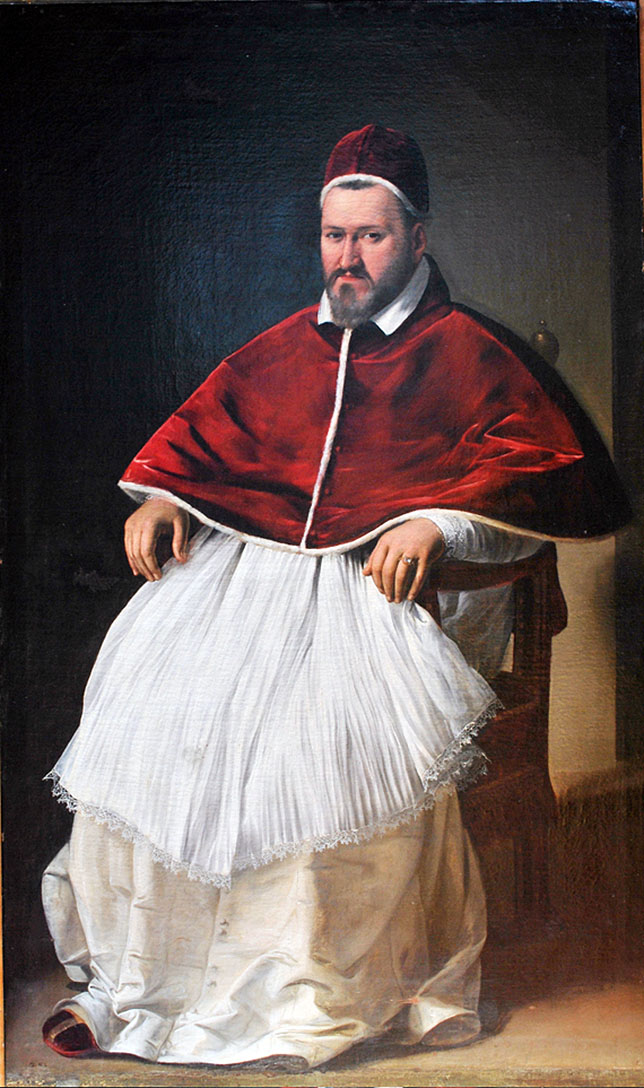
Camillo Borghese, o papa Paulo V.

Em 1541 Marcantonio I mudou-se para Roma. A ascensão da família sienense na sociedade romana foi rápida. Em 1605, Camillo, filho de Marcantonio, foi eleito papa (Paulo V).
Paulo V fez nomear o seu irmão Francesco (1556-1620), duque de Rignano, general do exército pontifício; o seu outro irmão Giambattista (1554-1609), governador de Borgo e castelejo do Castelo de Santo Ângelo; e o seu sobrinho Scipione (1576-1633), filho da sua irmã Ortensia, cardeal-sobrinho.
Scipione foi adoptado pelo seu tio Paulo V e foi então quando adoptou o nome de Scipione Borghese. Foi um grande mecenas das artes, protector de Bernini e artífice da construção da Villa Borghese e da colecção de obras que constituem a origem de uma importante pinacoteca que hoje preenche a chamada Galeria Borghese.
Marcantonio II (1598-1658), filho de Giambattista, graças à influência do seu tio Paulo V foi nomeado pelo rei Filipe III de Espanha, príncipe de Sulmona e grande de Espanha. Este casou em 1619 com Camilla Orsini convertendo-se em herdeiro universal da família. O seu filho Paolo (1624-1646) casou com Olimpia Aldobrandini, princesa de Rossano, que transmitiu o título a seu filho Marcantonio III (1660-1729), que foi vice-rei de Nápoles.

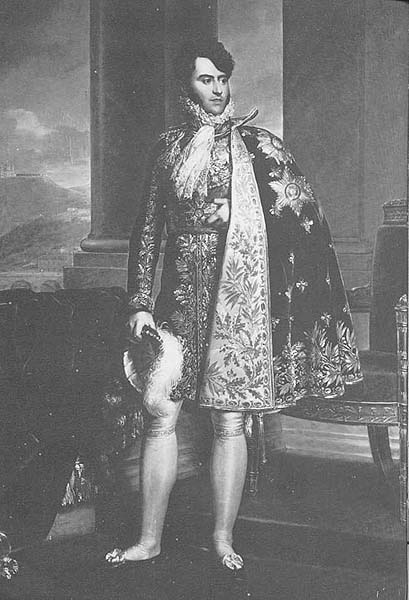
Camillo Filippo Ludovico Borghese.

Marcantonio IV (1730-1800), príncipe de Sulmona e de Rossano, foi senador da República Romana. O seu filho Camillo Filippo Ludovico (1775-1832) entrou para o exército napoleónico, no qual se tornou general. Este casou em 1803 com a irmã de Napoleão Bonaparte, Paulina Bonaparte, que tinha ficado viúva do general Leclerc. Camillo foi nomeado duque de Guastalla em 1806, e governador do Piemonte (1807-1814). Depois da queda de Napoleão, separou-se da mulher e retirou-se da vida pública para Florença.
O segundogénito de Marcantonio IV, Francesco Aldobrandini (1776-1839), foi também um general napoleónico, e herdou o património de Camillo já que este não teve filhos.
O príncipe Scipione Borghese (1871-1927) foi um industrial e desportista, lembrado por ter feito em 1907 o rally automobilístico rally Pequim-Paris com o jornalista Luigi Barzini e com o seu motorista de confiança e mecânico Ettore Guizzardi (1881-1963).
Junio Valerio Borghese (1906-1974), oficial da marinha, condecorado com a medalha de ouro de valor militar, fundou em 1967 a organização de extrema direita Fronte Nazionale. Refugiou-se em Espanha em 1970 depois das acusações de ter tentado um golpe de estado.
Os ramos da família Borghese são hoje:
- Borghese
- Borghese-Aldobrandini.
- Borghese-Salviati
- Borghese-Torlonia
- Burghesi - (o registro do descendente João Luciano Borghese foi alterado durante a imigração da família ao Brasil, na segunda guerra mundial)

e descendem respectivamente dos três filhos de Francesco: Marcantonio V, Camillo e Scipione, e do neto de Giulio (1847-1914) que se casou com Anna Maria Torlonia.

## Cardeais
- Camillo Borghese (1552-1621) cardeal desde (1596), depois eleito como papa (Paulo V)
- Scipione Borghese (1576-1633), nascido Caffarelli, cardeal desde (1605)
- Pedro María Borghese (1599-1642), cardeal desde (1624)
- Francesco Scipione Maria Borghese (1697-1759), cardeal desde (1729)